# Pellinge
Pellinge (en sueco) o Pellinki (en finés) es un archipiélago costero de Uusimaa Oriental (Finlandia), compuesto de numerosas pequeñas islas e islotes, y situado a 80 km al este de Helsinki, y 30 km al sur de la ciudad de Porvoo, en cuyo municipio está incluido. Las cuatro islas principales (en sueco Lillpellinge, Storpellinge, Ölandet y Sundön) están unidas entre sí por puentes; y son, a su vez, accesibles mediante un pequeño ferry para personas y vehículos, desde Tirmo en la Finlandia continental a Sundön, que sale cada quince minutos y es gratuito, pues estos ferries se consideran en Finlandia parte integral de la red de carreteras. Las principales poblaciones son los núcleos de Österby y Söderby, ambos en Lillpellinge, y Suni, en Sundön.

## Historia
Se cree que la primera población estable de las Pellinge se produjo entre principios del siglo XI y mediados del XIII. La referencia escrita del archipiélago de Pellinge más antigua que se conserva es una carta escrita desde allí por Carlos de Suecia a un caballero en Vyborg en 1441. Los libros de impuestos más antiguos conservados son de la década de 1540, y en ellos figuran trece casas en tres poblaciones distintas.

## Sociedad

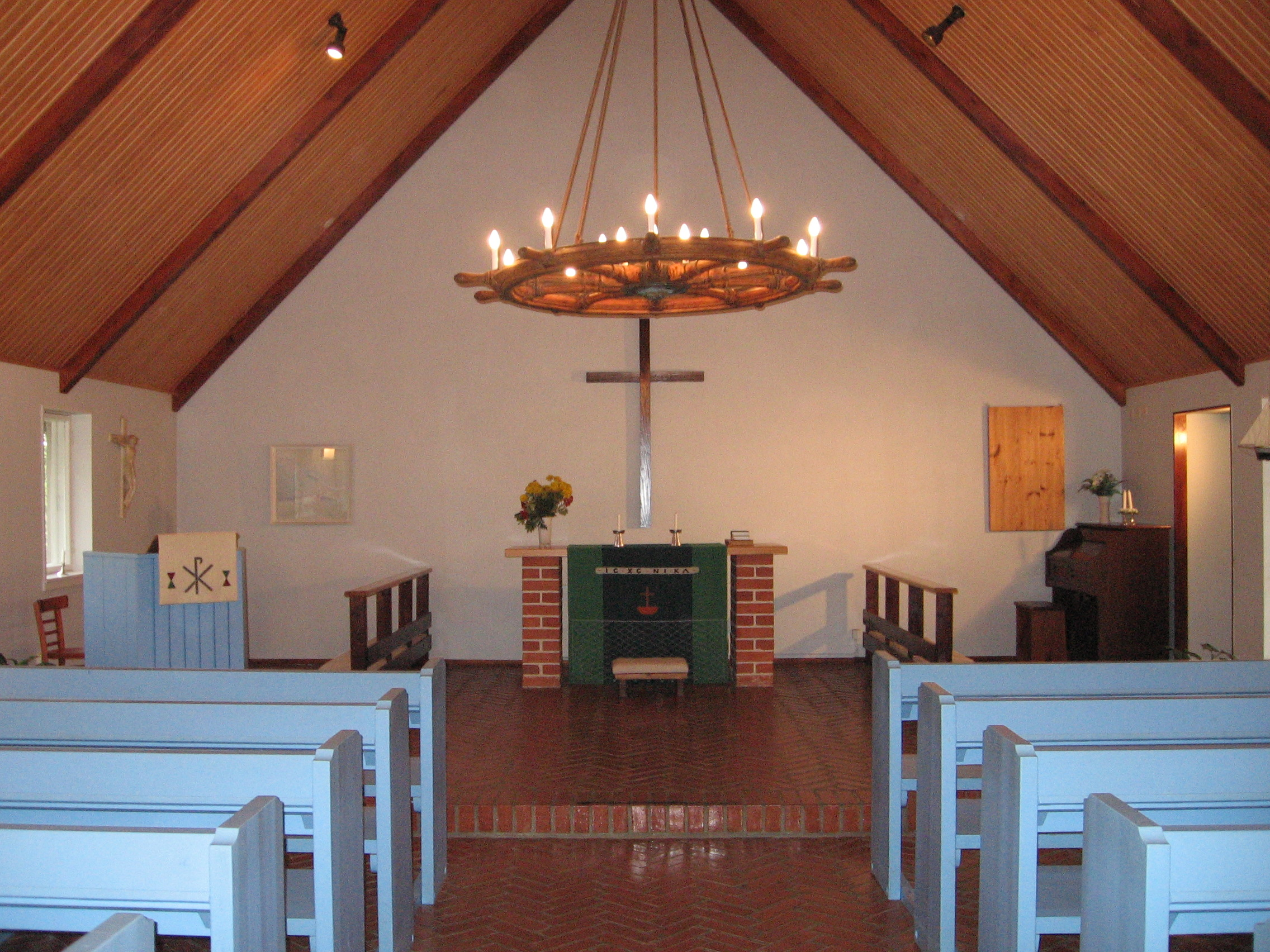
Interior de la capilla de San Olaf en Pellinge.

Viven aproximadamente 260 personas dispersas por Pellinge, de las que el 95% son hablantes de sueco (el sueco es minoritario en Finlandia, pero se habla bastante en algunas zonas de costa y disfruta de cooficialidad). Hay una escuela que atiende a los niños de los grados 1 a 4 del sistema educativo finlandés (desde el grado 5 los niños deben escolarizarse en el continente). También hay una guardería. Ambas instituciones usan el sueco como lengua vehicular de la educación. El modo de vida tradicional del archipiélago incluye la pesca, la construcción de barcas, la explotación de los bosques, la agricultura y el lanzamiento de hachas; aunque todas estas actividades han declinado significativamente: hoy la mayoría de los habitantes viajan a diario al continente para trabajar. Pellinge tiene su propio cementerio y una capilla dedicada a San Olaf. La comunidad mantiene varias organizaciones que cuentan con apreciable participación: por ejemplo, hay una brigada de incendios voluntaria y dos «grupos Martha» (una asociación femenina finlandesa).
En la pequeña isla de Klovharu, incluida en este archipiélago, pasaba sus veranos la pareja formada por Tove Jansson (creadora de los Mumin) y Tuulikki Pietilä en la cabaña de veraneo de los padres de la primera.